# 안천대군
안천대군(安川大君, ?~1274년)은 조선 목조의 첫째 아들로, 이름은 이어선(李於仙)이다. 문과에 급제하여 낭서(郎署)를 지냈고, 품계가 숭록대부(崇祿大夫)까지 이르렀다. 목조가 원으로 이주할 때 따라갔다가 다루가치가 될 때 돌아왔다. 1872년 12월 3일 고종에 의해 대군으로 추봉되었다.

## 가족 관계

### 선조
- 조부 : 이양무(李陽茂, ? ~ 1231년)
- 조모 : 삼척 이씨(三陟 李氏, ? ~ ?) - 상장군 이강제(李康濟)의 딸
  - 부 : 조선 추존왕 목조대왕(穆祖大王, ? ~ 1274년)
- 외조부 : 천우위장사 이숙(李肅, ? ~ ?)
- 외조모 : 돌산군부인 정씨(突山郡夫人 鄭氏, ? ~ ?)
  - 모 : 효공왕후 평창 이씨(孝恭王后 平昌李氏, ? ~ ?)
    - 동생 : 안원대군 이진 (安原大君 李珍, ? ~ ?)
    - 동생 : 안풍대군 이정 (安豊大君 李精, ? ~ ?)
    - 동생 : 익조대왕 이행리 (翼祖大王 李行里, ? ~ ?)
    - 동생 : 안창대군 이매불 (安昌大君 李梅拂, ? ~ ?)
    - 동생 : 안흥대군 이구수 (安興大君 李球壽, ? ~ ?)

### 부인과 후손
- 부인 : 김해 김씨(金海金氏, ? ~ ?)
  - 장남 : 영흥군 이광수(永興君 李光粹, ? ~ ?)
  - 차남 : 경흥군 이충량(敬興君 李忠良, ? ~ ?)
  - 3남 : 진흥군 이중량(鎭興君 李重良, ? ~ ?)